# .tp
.tp er et nationalt topdomæne der stadig er reserveret til Østtimor.
En udfasning og transition til det nye Østtimor-domænenavn .tl er stadig i gang
| Nationale topdomæner | Spire Denne artikel om nationale topdomæner er en spire som bør udbygges. Du er velkommen til at hjælpe Wikipedia ved at udvide den. |